# Acolasis chalybea
Acolasis chalybea is een vlinder uit de familie van de spinneruilen (Erebidae). De wetenschappelijke naam van de soort is voor het eerst geldig gepubliceerd in 1944 door Draudt & Gaede.